# Psychotria serpens
La Psychotria serpens és una espècie de plantes amb flor del gènere Psychotria de la família Rubiàcia. És endèmica de d'Àsia (Xina, Japó, Taiwan, Cambòdia, Laos, Tailàndia, i Vietnam. Arxivat 2012-03-20 a Wayback Machine.

## Descripció
És una planta enfiladissa de creixement molt lent, amb fulles gruixudes riques en aigua, que proporcionen humitat durant les sequeres. Els seus fruits són blancs amb una petita taca negra. El creixement de la P. serpens es fa en dues fases: en la primera, les arrels s'agafen fortament a roques o troncs d'arbre; i un cop assegurada la base, la planta creix verticalment de forma accelerada. Està ben adaptada a hàbitats d'insolació pobra i es pot fer en les parts baixes de boscos densament poblats.
S'usa en la medicina tradicional xinesa per a alleujar el dolor. Se'n pot extreure l'àcid ursòlic, emprat en cosmètica. 